# Strazdynė
Strazdynė este o arie protejată (arie specială de conservare — SAC, sit de importanță comunitară — SCI) din Lituania întinsă pe o suprafață de 193,82 ha, integral pe uscat.

## Localizare
Centrul sitului Strazdynė este situat la coordonatele 55°33′25″N 23°43′48″E / 55.5569°N 23.73°E.

## Înființare
Situl Strazdynė a fost declarat sit de importanță comunitară în august 2008 pentru a proteja 1 specie de plante. Situl a fost protejat și ca arie specială de conservare în august 2020.

## Biodiversitate
Situată în ecoregiunea boreală, aria protejată conține 4 habitate naturale: Fânețe de joasă altitudine (Alopecurus pratensis, Sanguisorba officinalis), Păduri caducifoliate bătrâne naturale hemiboreale fino-scandinave (Quercus, Tilia, Acer, Fraxinus sau Ulmus) bogate în specii epifite, Păduri caducifoliate de mlaștină fino-scandinave, Păduri aluvionare cu Alnus glutinosa și Fraxinus excelsior (Alno-Padion, Alnion incanae, Salicion albae).
La baza desemnării sitului se află o specie protejată de  plante: turiță (Agrimonia pilosa).
Pe lângă speciile protejate, pe teritoriul sitului au mai fost identificate 13 specii de plante, 6 specii de pești.